# Clitumninae
A Clitumninae a rovarok (Insecta) osztályának a botsáskák (Phasmatodea) rendjéhez, ezen belül a valódi botsáskák (Phasmatidae) családjához tartozó alcsalád.

## Rendszerezés
Az alcsaládba az alábbi nemzetségek és nemek tartoznak:
- Clitumnini
  - Cuniculina
  - Ectentoria
  - Entoria
  - Erringtonia
  - Gongylopus
  - Mesentoria
  - Metentoria
  - Parabaculum
  - Paraentoria
  - Paraleiophasma
  - Prosentoria
  - Ramulus
  - Rhamphophasma
  - Woodmasonia
- Medaurini
  - Cnipsomorpha
  - Interphasma
  - Medaura
  - Medauroidea
  - Parapachymorpha
- Pharnaciini
  - Baculonistria
  - Pharnacia
  - Phobaeticus
  - Phryganistria
  - Tirachoidea